# Anatolie Boeștean
Anatol Boestean em romeno: Anatolie Boestan (26 de março de 1985) é um futebolista moldávio que joga no FC Dacia Chişinău como zagueiro.